# Cazombo Bridge
Die international meist Cazombo Bridge genannte, in der angolanischen Presse als ponte sobre o rio Zambeze em Angola (Brücke über den Sambesi in Angola) bezeichnete Brücke ist die einzige angolanischen Brücke über den Sambesi. Sie führt die Nationalstraße EN 190 bei der Stadt Cazombo über den Fluss.
Die frühere Betonbogenbrücke aus dem Jahr 1932 wurde im Bürgerkrieg zerstört.
2008 wurde die Brücke wiedereröffnet, nachdem man zwischen den alten Widerlagern und den äußeren Pfeilern neue Betonstützen eingefügt und als Überbau eine stählerne Behelfsbrücke eingefügt hatte.
2014 wurde nach einer Bauzeit von 33 Monaten eine neue Betonbalkenbrücke eingeweiht. Die 160 m lange und 11 m breite Brücke hat zwei Fahrstreifen und beidseits einen Gehweg.
2018 wurde auch die Erneuerung der Straße Luau – Cazombo durch das chinesische Unternehmen Sinohydro abgeschlossen.